# Giải vô địch bóng đá bãi biển thế giới 2003
Giải vô địch bóng đá bãi biển thế giới 2003 là giải đấu lần thứ 9 của Giải vô địch bóng đá bãi biển thế giới (BSWW), giải đấu bóng đá bãi biển quốc tế danh giá nhất dành cho các đội tuyển quốc gia nam cho đến năm 2005, khi giải này được thay thế bằng phiên bản giải đấu của FIFA. Được tổ chức bởi công ty thể thao Koch Tavares của Brasil hợp tác và dưới sự giám sát của Liên đoàn bóng đá bãi biển thế giới (BSWW), cơ quan quản lý thể thao.
Lần đầu tiên kể từ năm 2000, giải đấu đã trở lại địa điểm tổ chức ban đầu tại Bãi biển Copacabana ở Rio de Janeiro, Brasil. Nhà tài trợ chính là McDonald's.
Giải đấu chứng kiến Brasil giành chức vô địch lần thứ 8 sau khi đánh bại Tây Ban Nha, đội lần đầu tiên vào chung kết.

## Tổ chức
Giống như mùa giải trước, một kỷ lục thấp của 8 quốc gia đã tranh tài trong hai bảng bốn đội trong một thể thức vòng tròn. Hai đội đứng đầu mỗi bảng sau khi tất cả các trận đấu của vòng bảng đã thi đấu sẽ giành quyền vào bán kết, tiếp theo giải đấu diễn ra theo thể thức đấu loại trực tiếp đến khi tìm ra đội vô địch, cùng với một trận đấu bổ sung để xác định vị trí thứ ba.

## Đội tuyển

### Vòng loại
Các đội châu Âu đã giành quyền tham dự với ba vị trí cao nhất của Giải vô địch bóng đá bãi biển châu Âu 2002. Quyền tham dự của Bắc và Nam Mỹ dựa trên thành tích trong thời gian gần đây trong một loạt các sự kiện có sự tham gia của các đội từ châu Mỹ. Các đội khác tham dự trực tiếp bằng lời mời.
Châu Phi và châu Đại Dương không có đại diện.

### Tham dự
Đây vẫn là năm duy nhất trong tổng số 19 mùa giải mà không có quốc gia mới nào lần đầu tiên tham dự một mùa giải vô địch thế giới.
| Khu vực châu Á (1): - Nhật BảnWC Khu vực châu Âu (4): - Tây Ban Nha - Bồ Đào Nha - Pháp - ÝWC Khu vực Bắc Mỹ (1): - Hoa Kỳ | Khu vực Nam Mỹ (1): - Uruguay Chủ nhà: - Brasil (Nam Mỹ) |

WC. Các đội tuyển tham dự trực tiếp.

## Vòng bảng
Tất cả các trận đấu diễn ra theo giờ địa phương tại Rio de Janeiro, (UTC-3)

### Bảng A
| VT | Đội         | ST | T | T+ | B | BT | BB | HS  | Đ | Giành quyền tham dự     |
| -- | ----------- | -- | - | -- | - | -- | -- | --- | - | ----------------------- |
| 1  | Brasil      | 3  | 3 | 0  | 0 | 26 | 6  | +20 | 9 | Vòng đấu loại trực tiếp |
| 2  | Tây Ban Nha | 3  | 2 | 0  | 1 | 19 | 13 | +6  | 6 | Vòng đấu loại trực tiếp |
| 3  | Ý           | 3  | 1 | 0  | 2 | 11 | 19 | –8  | 3 |                         |
| 4  | Hoa Kỳ      | 3  | 0 | 0  | 3 | 8  | 26 | –18 | 0 |                         |

| Brasil                                 | 6–3      | Tây Ban Nha |
| -------------------------------------- | -------- | ----------- |
| Junior Negão · Buru · Neném · Benjamin | Chi tiết | Nico · Eloy |

| Tây Ban Nha                                        | 8–3      | Hoa Kỳ         |
| -------------------------------------------------- | -------- | -------------- |
| Amarelle · Nico · Busti · Eloy · Q. Setien · David | Chi tiết | Francis · Beto |

| Brasil                                    | 7–2      | Ý                   |
| ----------------------------------------- | -------- | ------------------- |
| Junior Negão · Neném · Benjamin · Juninho | Chi tiết | Fruzzetti · D’Amico |

| Ý                                        | 5–4      | Hoa Kỳ                            |
| ---------------------------------------- | -------- | --------------------------------- |
| Ferrigno · D’Amico · Fruzzetti · Garlini | Chi tiết | Albuquerque · Ed · Francis · Beto |

| Brasil                                                             | 13–1     | Hoa Kỳ |
| ------------------------------------------------------------------ | -------- | ------ |
| Jorginho · Júnior Negão · Benjamin · Neném · Juninho · Júlio César | Chi tiết | Beto   |

| Tây Ban Nha                              | 8–4      | Ý                                |
| ---------------------------------------- | -------- | -------------------------------- |
| Q.Setien · Eloy · Amarelle · Nico · Javi | Chi tiết | Garlini · Costacurta · Fruzzetti |

### Bảng B
| VT | Đội        | ST | T | T+ | B | BT | BB | HS  | Đ | Giành quyền tham dự     |
| -- | ---------- | -- | - | -- | - | -- | -- | --- | - | ----------------------- |
| 1  | Pháp       | 3  | 2 | 0  | 1 | 20 | 14 | +6  | 6 | Vòng đấu loại trực tiếp |
| 2  | Bồ Đào Nha | 3  | 2 | 0  | 1 | 14 | 10 | +4  | 6 | Vòng đấu loại trực tiếp |
| 3  | Uruguay    | 3  | 2 | 0  | 1 | 9  | 9  | 0   | 6 |                         |
| 4  | Nhật Bản   | 3  | 0 | 0  | 3 | 4  | 14 | –10 | 0 |                         |

| Uruguay         | 2–1      | Nhật Bản  |
| --------------- | -------- | --------- |
| Fabian · German | Chi tiết | Mochizuki |

| Pháp                                           | 8–6      | Bồ Đào Nha                         |
| ---------------------------------------------- | -------- | ---------------------------------- |
| Bonora · Edouard · Ottavy · Sciortino · Samoun | Chi tiết | Madjer · Hernani · Belchior · Alan |

| Uruguay                                | 6–5      | Pháp                                               |
| -------------------------------------- | -------- | -------------------------------------------------- |
| Nico · Fabian · Pico · Chueco · German | Chi tiết | Sciortino · Jairzinho · Marquet · Samoun · Cantona |

| Bồ Đào Nha    | 5–1      | Nhật Bản |
| ------------- | -------- | -------- |
| Alan · Madjer | Chi tiết | Touma    |

| Pháp                                     | 7–2      | Nhật Bản             |
| ---------------------------------------- | -------- | -------------------- |
| Sciortino · Jairzinho · Bonora · Cantona | Chi tiết | Mochizuki · Kawakubo |

| Bồ Đào Nha      | 3–1      | Uruguay |
| --------------- | -------- | ------- |
| Alan · Setemeio | Chi tiết | Nico    |

## Vòng đấu loại trực tiếp
Ngày 21 tháng 2 được chọn là ngày nghỉ.
|  | Bán kết     | Bán kết     |               |   | Chung kết | Chung kết |
|  |             |             |               |   |           |           |
|  | 22 tháng 2  |             |               |   |           |           |
|  |             |             |               |   |           |           |
|  | Brasil      | 7           |               |   |           |           |
|  | Brasil      | 7           | 23 tháng 2    |   |           |           |
|  | Bồ Đào Nha  | 2           |               |   |           |           |
|  | Bồ Đào Nha  | 2           | Brasil        | 8 |           |           |
|  | 22 tháng 2  |             | Brasil        | 8 |           |           |
|  |             | Tây Ban Nha | 2             |   |           |           |
|  | Tây Ban Nha | Tây Ban Nha | 2             | 5 |           |           |
|  | Tây Ban Nha |             |               | 5 |           |           |
|  | Pháp        | 4           |               |   |           |           |
|  | Pháp        | 4           | Tranh hạng ba |   |           |           |
|  |             |             |               |   |           |           |
|  | 23 tháng 2  |             |               |   |           |           |
|  |             |             |               |   |           |           |
|  | Bồ Đào Nha  | 7           |               |   |           |           |
|  | Bồ Đào Nha  | 7           |               |   |           |           |
|  | Pháp        | 4           |               |   |           |           |

### Bán kết
| Tây Ban Nha     | 5–4      | Pháp                                     |
| --------------- | -------- | ---------------------------------------- |
| Amarelle · Nico | Chi tiết | Jairzinho · Bonora · Sciortino · Marquet |

| Brasil                                            | 7–2      | Bồ Đào Nha       |
| ------------------------------------------------- | -------- | ---------------- |
| Buru · Jorginho · Benjamin · Neném · Júnior Negão | Chi tiết | Madjer · Hernani |

### Tranh hạng ba
| Bồ Đào Nha                                            | 7–4      | Pháp                                   |
| ----------------------------------------------------- | -------- | -------------------------------------- |
| Madjer · Alan · Belchior · Pedro Vieira · Pedro Jorge | Chi tiết | Marquet · Cantona · Sciortino · Bonora |

### Chung kết
| Brasil                                     | 8–2      | Tây Ban Nha     |
| ------------------------------------------ | -------- | --------------- |
| Júnior Negão · Benjamin · Neném · Jorginho | Chi tiết | Amarelle · Nico |

## Vô địch
| Giải vô địch bóng đá bãi biển thế giới 2003 |
| ------------------------------------------- |
| · Brasil · Lần thứ 8                        |

## Giải thưởng
| Vua phá lưới          |
| --------------------- |
| Neném                 |
| 15 bàn                |
| Cầu thủ xuất sắc nhất |
| Amarelle              |
| Thủ môn xuất sắc nhất |
| Robertinho            |
| Tân binh của năm      |
| Eloy Barreiro         |

## Cầu thủ ghi bàn
| 15 bàn - Neném 10 bàn - Amarelle - Madjer 9 bàn - Júnior Negão 8 bàn - Sciortino - Benjamin 6 bàn - Nico 5 bàn - Bonora - Alan | 4 bàn - Jorginho - Fruzzetti - Eloy 3 bàn - Q. Setién - Francis - Beto - Samoun - Jairzinho - Marquet - Cantona - Hernani - Nico | 2 bàn - Buru - Juninho - D’Amico - Ferrigno - Garlini - Fabian - German - Mochizuki - Ottavy - Belchior 15 cầu thủ khác mỗi cầu thủ ghi được 1 bàn |

## Bảng xếp hạng giải đấu
| VT | Bg | Đội         | ST | T | T+ | B | BT | BB | HS  | Đ  | Chung cuộc          |
| -- | -- | ----------- | -- | - | -- | - | -- | -- | --- | -- | ------------------- |
| 1  | A  | Brasil      | 5  | 5 | 0  | 0 | 41 | 10 | +31 | 15 | Vô địch             |
| 2  | A  | Tây Ban Nha | 5  | 3 | 0  | 2 | 26 | 25 | +1  | 9  | Á quân              |
| 3  | B  | Bồ Đào Nha  | 5  | 3 | 0  | 2 | 23 | 21 | +2  | 9  | Hạng ba             |
| 4  | B  | Pháp        | 5  | 2 | 0  | 3 | 28 | 26 | +2  | 6  | Hạng tư             |
|    |    |             |    |   |    |   |    |    |     |    |                     |
| 5  | B  | Uruguay     | 3  | 2 | 0  | 1 | 9  | 9  | 0   | 6  | Bị loại ở Vòng bảng |
| 6  | A  | Ý           | 3  | 1 | 0  | 2 | 11 | 19 | −8  | 3  | Bị loại ở Vòng bảng |
| 7  | B  | Nhật Bản    | 3  | 0 | 0  | 3 | 4  | 14 | −10 | 0  | Bị loại ở Vòng bảng |
| 8  | A  | Hoa Kỳ      | 3  | 0 | 0  | 3 | 8  | 26 | −18 | 0  | Bị loại ở Vòng bảng |